# Detelin Dalakliev
Detelin Dalakliev est un boxeur bulgare né le 19 février 1983.

## Carrière
Champion du monde de boxe amateur à Milan en 2009 dans la catégorie poids coqs, sa carrière est également marquée par une médaille de bronze à Bangkok en 2003 ainsi que par 2 médailles d'argent aux championnats d'Europe de 2006 et de 2008 et une médaille de bronze en 2004.

## Palmarès

### Jeux olympiques
- Quart de finaliste en Jeux olympiques de 2012 à Londres, Angleterre[1].
- Éliminé au 2d tour aux Jeux olympiques de 2004 à Athènes, Grèce[2].

### Championnats du monde de boxe amateur
- Médaille d'or en -54 kg aux 2009 à Milan, Italie.
- Médaille de bronze en -54 kg aux 2003 à Bangkok, Thaïlande.

### Championnats d'Europe de boxe amateur
- Médaille d'argent en -54 kg aux 2008 à Liverpool, Angleterre.
- Médaille d'argent en -54 kg aux 2006 à Plovdiv, Bulgarie.
- Médaille de bronze en -54 kg aux 2004 à Pula, Croatie.